# Phaéton (cheval)
Vous lisez un « bon article » labellisé en 2021.
Pour les articles homonymes, voir Phaéton.
Phaéton (ou Phaëton, né en 1871, mort en 1896) est un étalon trotteur anglo-normand, fils du Pur-sang The Heir of Linne, considéré comme un étalon fondateur de la race du Trotteur français. Compétiteur moyen, ce cheval issu de croisements entre Pur-sang et Trotteur Norfolk se fait essentiellement connaître grâce aux excellentes performances de ses descendants, durant sa carrière d'étalon au haras national du Pin. Phaéton devient l'un des quatre grands fondateurs du Trotteur français moderne, avec les étalons Normand, Conquérant et Lavater.
Phaéton est un étalon alezan d'1,61 m, fortement marqué de blanc et réputé pour sa belle apparence, malgré son défaut héréditaire de conformation des jarrets. Sa lignée mâle perdure grâce à son fils James Watt, la lignée de son meilleur fils, Harley, ayant disparu.

## Dénomination
Le journaliste et historien Jean-Pierre Reynaldo (1949-2014) orthographie le nom de ce cheval « Phaëton », précisant qu'il est également nommé « Phaéton »,. Dans L'Élevage du trotteur en France (1896), Paul Guillerot emploie le nom de « Phaëton », de même qu'Albert Viel (1923) ; en revanche Louis Baume (Influence des courses au trot sur la production chevaline en France, 1913), et l'article anonyme signé « Trotting » dans le Sport universel illustré en 1901, écrivent « Phaéton ».

## Histoire

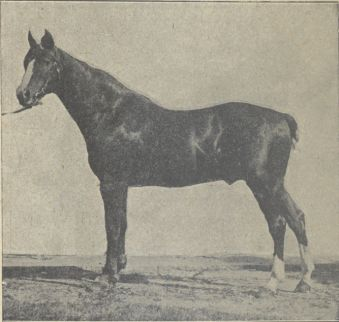
Phaéton, d'après une photographie anonyme parue dans un ouvrage de Paul Diffloth en 1923.

Phaéton naît en 1871 à Saint-André-de-Bohon, près de Carentan, chez l'éleveur Jules Lécuyer, dans le département de la Manche en Normandie, en France,,,. Il provient d'un croisement entre trotteur et galopeur (Pur-sang), que Paul Guillerot nomme « croisement direct ou à l'envers ». Contrairement à de nombreux chevaux issus de ce type de croisement, Phaéton a conservé une aptitude au trot uniquement.
Il est acheté à l'âge du sevrage par M. L. (ou Edmond) Revel, qui le présente sur les pistes d'hippodrome sous ses couleurs,. Sa carrière sportive se révèle moyenne au regard du faible nombre de compétiteurs en course de trot à son époque,. Il court à l'âge de 3 et 4 ans, gagnant quatre des courses auxquelles il participe, avec une réduction kilométrique maximale de 1 min 45 s, mesure relativement incertaine.

### Saison de course de 3 ans
Phaéton débute au derby de Rouen, bouclant les 4 000 m en 7 min 44 s à la seconde place, derrière un fils de l'étalon Conquérant, Plaisir des Dames. La seconde course à laquelle il participe est le prix du conseil général de la Manche, à Cherbourg, qui accueille trois concurrents, et au cours duquel il est battu par Oak, un cheval du duc de Vicence, et bat son demi-frère Pactole. Lors de sa sortie à Cabourg, il est battu par Pourquoi Pas et par un autre de ses demi-frères, Prince. Il obtient sa première victoire à l'hippodrome du Pin, en battant les chevaux Pactole, Pique Hardy, Plaisir des Dames, Pourquoi Pas, et plusieurs autres compétiteurs,. Sa saison de course se termine sur un échec durant l'épreuve d'étalons de Caen, où il termine à la sixième place derrière des chevaux de 4 ans, et derrière Pactole. Ses gains pour sa saison de 3 ans s'élèvent à 3 200 francs, son meilleur temps étant de 7 min 28 s sur 4 000 mètres lors de sa victoire au Pin.

### Saison de course de 4 ans
En 1875, Phaéton commence sa saison de course de 4 ans sur un échec à Morlaix, battu par son demi-frère Pactole. Sa seconde course de la saison, le Prix du conseil général à Caen, s'achève sur une victoire face aux chevaux Quinola et Prince. Il réitère sa bonne performance à Falaise, en battant Plaisir des Dames. Il est présenté à l'épreuve d'étalons de Tarbes et l'emporte sur tous les autres chevaux de la région. Sa dernière course est courue à Caen, où il termine 3e derrière Pactole et Pourquoi Pas. Sa saison de 4 ans s'achève sur 7 100 francs de gains et une réduction kilométrique améliorée à 1 min 45 s. 
Statistiquement, Phaéton n'est pas le meilleur trotteur de sa génération, s'étant montré sensiblement égal à Plaisir des Dames et Pourquoi Pas, et moins bon que son demi-frère Pactole,.

### Carrière de reproducteur au haras du Pin

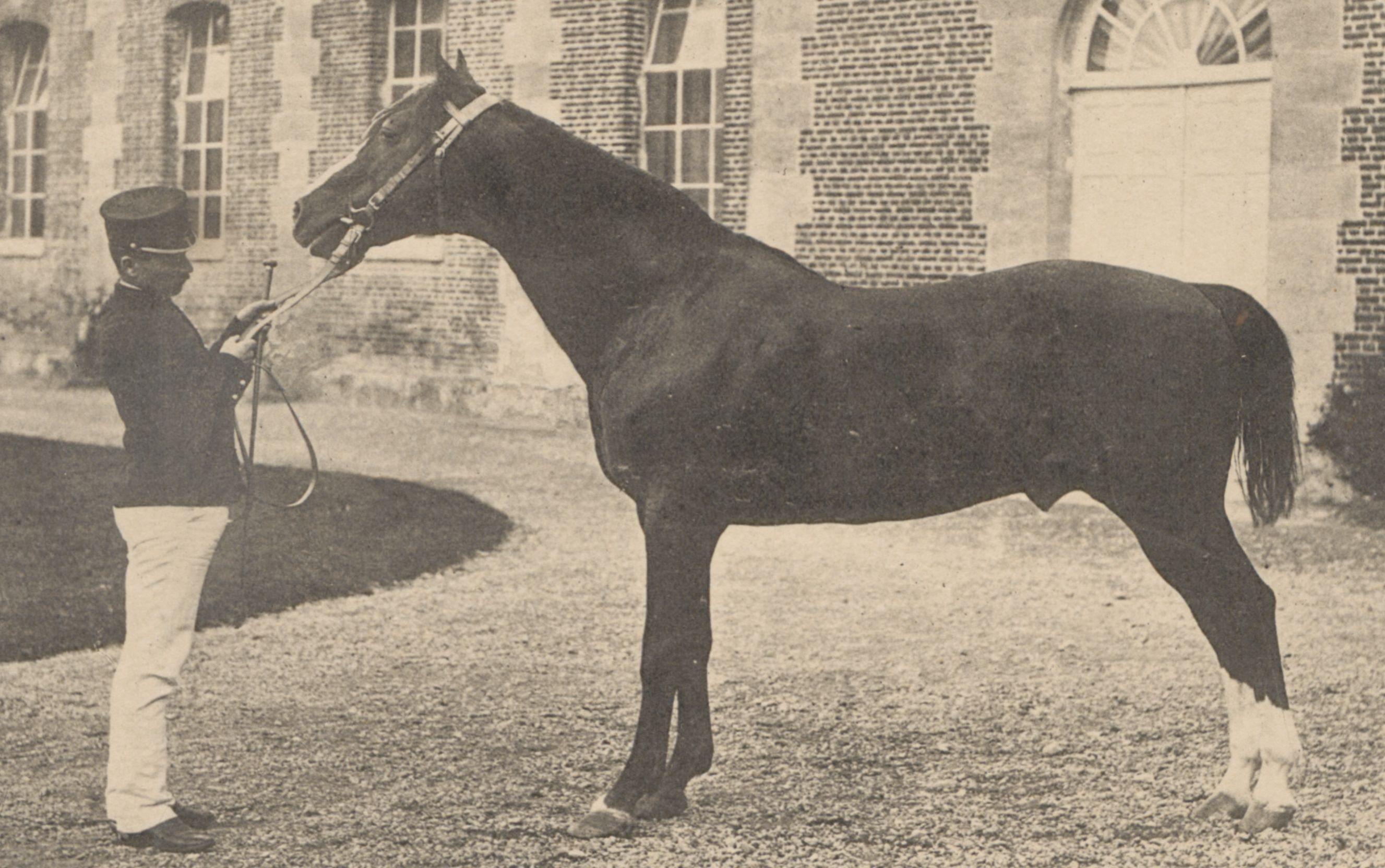
Phaéton photographié au haras du Pin, publié en 1889 dans Le Cheval normand et ses Origines.

Phaéton est acheté par les Haras nationaux, pour la somme de 12 000 francs, et envoyé au haras national du Pin,. Il y est voué à la reproduction jusqu'à sa mort, survenue en 1896, à l'exception des années 1884 et 1885 durant lesquelles il fait la monte dans le Calvados. 
Au début de sa carrière de reproducteur, il semble avoir peu attiré les éleveurs de l'Orne. Ses premiers poulains courent en 1880, mais il faut attendre 1885 pour que de grands compétiteurs établissent la réputation de Phaéton en tant qu'étalon. En 1886, Phaéton devient tête de liste des étalons trotteurs, et conserve cette position jusqu'en 1889,. Il fait alors la fortune des éleveurs qui ont gardé ses filles comme juments poulinières.
Phaéton meurt durant les premières semaines de l'année 1896.

## Description

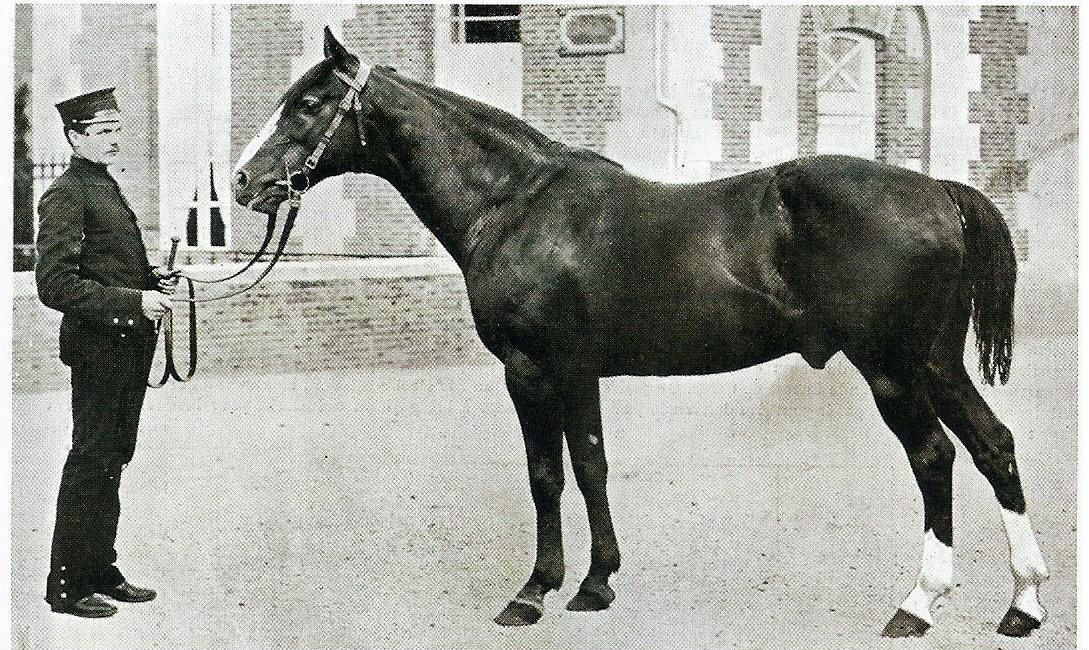
Phaéton, présenté au modèle au haras du Pin.

Phaéton est réputé pour sa belle apparence, trahissant ses origines Pur-sang ; il l'est en effet aux trois-quarts. Jean-Pierre Reynaldo le classe comme étant de race Anglo-normand, tandis que la base de données Infochevaux de l'Institut français du cheval et de l'équitation inscrit Phaéton comme un Trotteur français.
L'étalon est décrit dans Le Sport universel illustré du 23 mars 1901 comme un « beau cheval » de robe alezan dorée, doté de deux balzanes aux membres postérieurs et d'une large liste en tête, et toisant 1,61 m au garrot,. Sa morphologie rappelle le cheval de selle, avec de grandes lignes et un rein court,. Sa hanche est relativement ronde, la poitrine et la sortie d'encolure sont réputées parfaites. Son attache de tête rappelle le Pur-sang. Ses tissus sont particulièrement fins. Ses jambes sont dépourvues de fanons.
Il lui est reproché d'avoir la gouttière derrière le jardon trop étroite, donnant un jarret « trop arqué », un défaut de conformation qui a été transmis à ses descendants,,.
Son caractère est réputé avoir été difficile durant ses jeunes années, puis s'être adouci au fil du temps.

## Origines

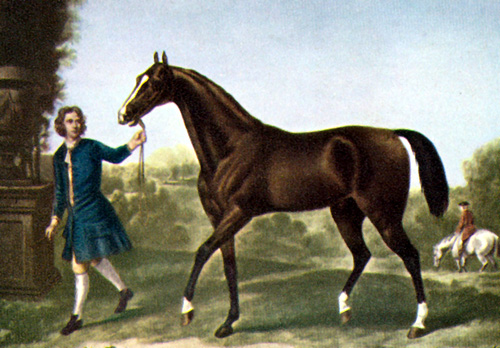
Darley Arabian, le plus lointain ancêtre mâle connu de Phaéton.

Le comte de Comminges cite le pedigree de Phaéton en insistant sur la présence d'ancêtres Pur-sang. Édouard Nicard estime que les origines Pur-sang de Phaéton sont d'environ 60 %. L'autre origine  que Phaéton partage avec d'autres étalons fondateur du Trotteur français est celle des trotteurs du Norfolk. Phaéton est donc marqué par une double origine entre Pur-sang galopeur dans sa lignée paternelle, et un mélange entre Trotteur Norfolk et demi-sang de chasse anglais dans sa lignée maternelle. Édouard Nicard estime que l'alliance entre le Pur-sang et le Trotteur Norfolk fait le succès de Phaéton en tant que reproducteur, la première origine conférant la vitesse, la seconde l'aptitude à trotter. Louis Baume estime que Phaéton a puisé l'aptitude à trotter chez sa mère, et souligne que la région de Carentan est le berceau de deux autres étalons fondateurs du Trotteur français : Conquérant et Fuschia ; il l'attribue à l'influence des courses au trot tenues à Cherbourg et à Saint-Lô. 
Les étalons Conquérant et Normand descendent du fondateur du Pur-sang Godolphin Arabian, mais Phaéton est un descendant en lignée mâle de Darley Arabian, par son père Pur-sang The Heir of Linne (dont il est le fils le plus connu). The Heir of Linne a participé à la prestigieuse Goodwood Cup, puis a été importé des îles Britanniques. Il est acquis par le haras national de Saint-Lô en 1859. C'est un étalon plutôt léger et fin, doté d'une longue encolure. Son influence modifie le style de trot des chevaux, tendant à remplacer le mouvement du genou par un trot plus long et étendu, presque rasant. Des treize fils trotteurs de ce Pur-sang, seul Phaéton passe à la postérité. The Heir of Linne est également le père de Modestie, elle-même mère de Tigris. C'est aussi un lointain descendant d'Eclipse. La grand-mère paternelle de Phaéton, à l'origine nommée Louisa Newell, puis rebaptisée Mistress Walkers, a effectué une carrière en course en Angleterre et en France où, face à ses mauvais résultats, elle fut vendue. 
La mère de Phaéton, la jument La Crocus (nommée « Ambition » par Edmond Gast), par ses parents Crocus et Élisa, est aussi une demi-sœur de Conquérant,,. C'est une jument que Reynaldo décrit comme « vilaine », très imprégnée de sang Norfolk, et mal conformée des jarrets. Phaéton est son seul poulain connu, car La Crocus était difficile à faire saillir, aussi son éleveur la vendit après son premier poulinage. D'après le Sport universel illustré, les trois autres poulains de cette jument se sont révélés médiocres. 
Élisa (ou « Jeune Élisa » pour la différencier de sa mère portant le même nom) est une jument présente dans la grande majorité des généalogies du Trotteur français ; elle a couru à Falaise, au Pin, à La Meauffe et à Avranches en 1856. Ses origines sont marquées par le Trotteur Norfolk et le Pur-sang. Sa mère, Élisa ou Élise, qualifiée de « poulinière anglo-poitevine » par Edmond Gast, fut la propriété de Joseph Lafosse qui l'a achetée sur les conseils du baron de Taya, directeur du haras national de Saint-Lô. Le père de la Jeune Élisa, Corsair, est un étalon alezan d'1,59 m, né en 1845, qui a fait la monte à Saint-Lô entre 1852 et 1860.
Les informations généalogiques à son sujet sont présentes dans différentes bases de données, dont HorseTelex, Infochevaux}, ainsi que dans des ouvrages d'époque par Nicard, et Gast.
Phaéton est un neveu de deux autres grands étalons fondateurs du Trotteur français Conquérant et Lavater. Un aspect marquant dans ses origines est donc la présence d'ancêtres communs à d'autres grands étalons fondateurs de la race du Trotteur français, entraînant « un degré de consanguinité rapproché de la race trotteuse normande ». The Heir of Linne est un neveu de l'étalon Conquérant, l'étalon Tigris étant issu de Lavater et de la jument Modestie, une fille de The Heir of Linne.

## Descendance
D'après Guillerot (1896), Phaëton est un étalon remarquable. Ses descendants montrent une disposition naturelle pour le trot, attribuée à l'influence de l'étalon The Heir of Linne,. D'après le Sport universel illustré du 23 mars 1901, « parmi les étalons qui ont le plus contribué à la formation de la
race trotteuse en France, Phaéton a été considéré par tous les éleveurs comme celui dont la perte était le plus regrettable, et tous les trottingmen ont été d'accord pour lui donner le titre de Roi
des Étalons ». Ses fils et filles héritent de sa distinction et de ses grandes lignes, de tissus fins et de beaux crins « plus doux que de la soie », les seuls défauts morphologiques transmis et relevés étant une cuisse trop courte, un rognon trop plat, et, plus dommageable, le jardon,. Ses descendants héritent aussi fréquemment de ses marques blanches étendues, et parfois de marques blanches sous le ventre. Il transmet un modèle de bon cheval de selle, proche du Pur-sang.
Phaéton est considéré comme un étalon fondateur de la race du Trotteur français ; les « Que sais-je ? » (édition de 1967 et édition de 1982) consacrés aux courses de chevaux le placent parmi les cinq étalons nés dans les années 1870 et dont descendent 90 % des chevaux de race Trotteur français actuels,. Le croisement classique dont sont issus les Trotteurs français du début du XXe siècle est un croisement entre la lignée de Fuschia et la sienne. 
Visualiser la lignée de Phaéton sous forme de graphe
En 1901, sur trente-huit étalons trotteurs disponibles au haras du Pin, dix-huit sont descendants de Phaëton.

### Fils et filles

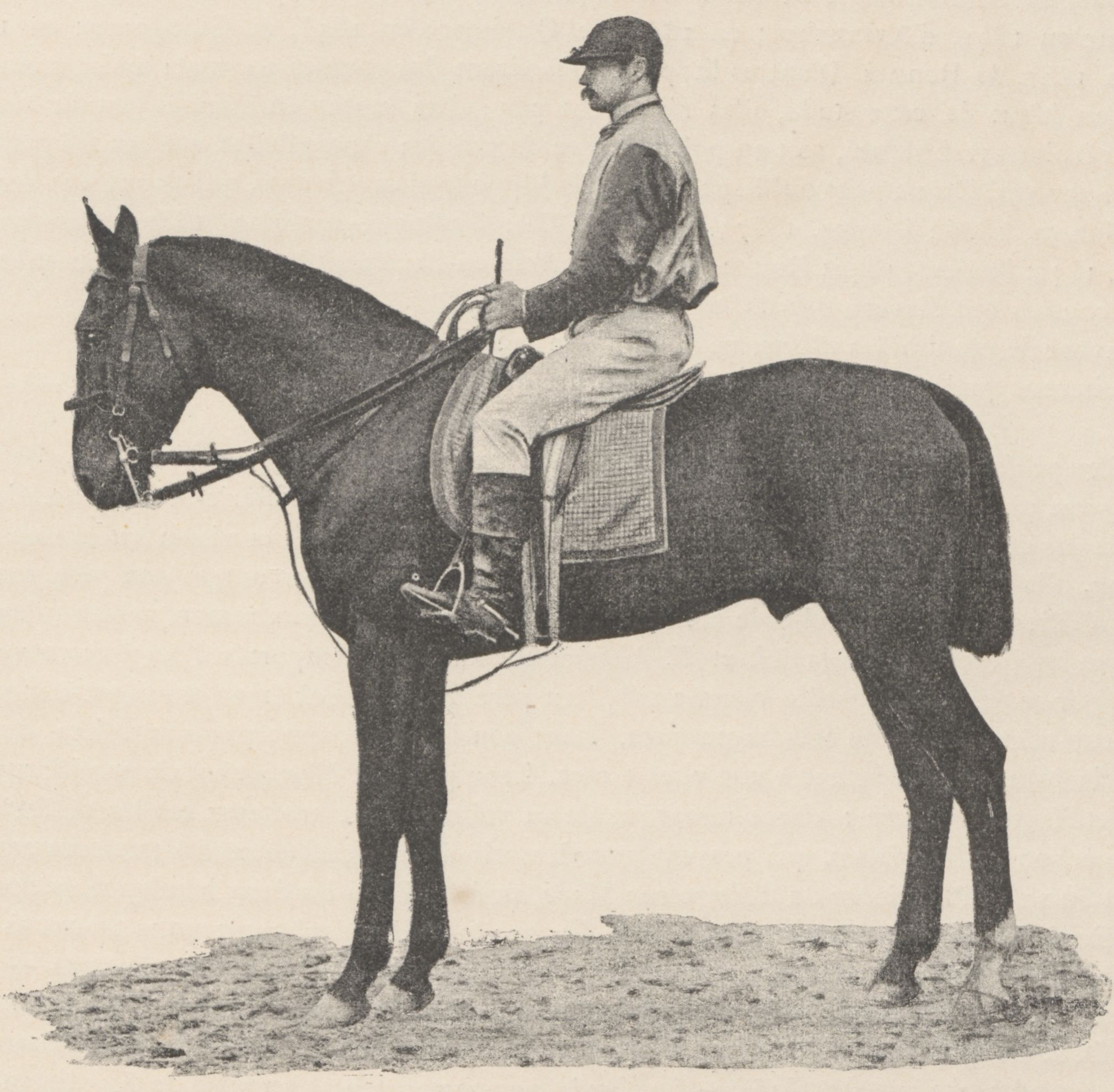
Harley, un étalon noir, fils de Phaéton.

Albert Viel et Reynaldo dénombrent 193 trotteurs fils ou filles de Phaéton,. Ses filles se sont révélées meilleures compétitrices que ses fils.
Guillerot cite, parmi les meilleurs fils de Phaéton, les étalons Harley, James Watt, Kachemyr (ou Kaschmyr), Napoléon, Galba et Levraut. Le Sport universel illustré ajoute Narcisse à la liste des meilleurs fils de Phaéton,. Louis Baume cite Harley et James Watt comme les deux meilleurs fils de Phaéton, Ollivier y ajoutant Narcisse. L'étalon Napoléon (1 min 32 s) aurait pu rejoindre ce trio, mais il est mort précocement.
Parmi les filles, Guillerot cite Aiglonne (1 min 38 s), Diva (1 min 40 s), Dulcinée (mère de Messagère), Ellora (1 min 35 s), Escapade (mère d'Osmonde par Fuschia), Étincelle (1 min 39 s), Finlande (1 min 37 s, gagnante du derby de Rouen et de 53 000 francs son année de 3 ans), Flore (1 min 37 s), Gérance (1 min 41 s), Javotte (1 min 40 s), Kyrielle (1 min 38 s), Lydia (1 min 35 s), Mandragore (1 min 37 s), Néva (1 min 37 s), Nitouche (1 min 39 s) et Tricoteuse (1 min 36 s), parmi les plus remarquables. Ellora, notamment, établit un record de vitesse à 1 min 34 s et gagne 34 000 francs durant sa carrière. Escapade, compétitrice remarquable, se fait encore plus distinguer comme jument poulinière.
Phaéton a de très nombreux autres poulains, dont certains de qualité très ordinaire, tels qu'Elski et Emir. Parmi ses poulains figurent Jaloux (ex-Jalon), par la jument Lucrèce, gagnant de 760 francs à 3 ans ; Sans Nom (par Zaïne) ; Italien, par la jument Rainette, Favorite, Fauvette II et Flibustier, par la jument Voltigeuse, considéré comme son meilleur fils à l'époque. Une note manuscrite dans l'ouvrage de Guillerot, reprise par Albert Viel, signale que la jument Ergoline (mère du célèbre Bémécourt) est une fille de Phaéton, et non d'Écho, considéré comme un étalon médiocre, : le personnel des Haras manquait de cartes de saillie pour Phaéton, si bien qu'une carte d'Écho fut donnée pour la saillie de la mère d'Ergoline, Camélia. La jument Bonne Mère est une fille de Typique ou de Phaéton, par Harmonie, qui a gagné 36 999 francs en course entre ses 3 ans et ses 7 ans, pour une réduction kilométrique de 1 min 37 s. Belle Charlotte, autre fille de Phaéton par Harmonie, a gagné 550 francs en course l'année de ses 3 ans.

### Petits-fils et petites-filles

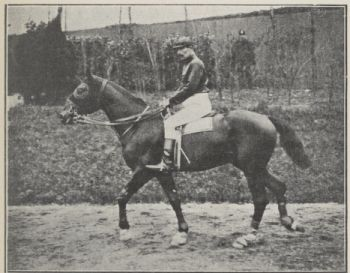
Bémécourt (Fuschia et Ergoline par Phaéton), l'un des meilleurs petits-fils de Fuschia.

Croisées avec le chef de race Fuschia, les filles de Phaéton ont donné naissance à d'excellents trotteurs tels que Messagère, Nitouche, Hérode, Hetman et Osmonde,. D'après Maurice de Gasté (Le Modèle et les Allures, 1908), « Dans l'alliance classique de Fuschia et de Phaéton, Fuschia transmet surtout la construction mécanique, adaptation, Phaéton donne surtout la perfection de la cellule, qualité ».
Parmi les petits-fils de Phaéton en lignée maternelle, on peut citer Intérim (par Acquila) ; Soubrette (par Arcole) ; Hermine II, Hirondelle II, Ilote, Jaquar, Jaseuse et Kerisper (tous issus de l'étalon Beaugé) ; Aurore, Iéna, Jongleuse II, Kagoula, Kaviar, Kyrielle, Laura, Marcelet, Mimosa, Miracle, Myosotis, Nabucho, Narcisse (par Fauvette II, gagnante de 26 662 francs à 3 ans), Nemea, Nevada, Offembach, Orfa, Pastourelle, Pénéloppe, Pensez Y, Perfica, Perle Fine et Petite Chance (par Cherbourg) ; Gallia, Héroïne et Œil de Bœuf (par Dictateur) ; La France, Mina et Quenotte (par Don Quichotte) ; Marie Louise (par Écho) ; Gavotte, Icarie, Jéricho, Jitomir, Jonquille, Jouvence, Kalmie, Kermes, Kiffis, Laïs, Lancelot, Lavardin, Léopard, Limier, Mancelie, Mancini, Marengo, Mignarde, Minerve, Nageur, Nitouche, Ochosias, Ostende, Ouvreuse, Pembroke, Perette, Picolo, Qu'y Met On, Rose Noire, Soubrette, Tirelire et Tubéreuse ;  Herman, Kadéja, Kerman, Kina, Koléah, Lavoisier, Liancourt, Louveteau, Mamertin, Mandarine, Mica, Montrésor, Nautilus, Nonantaise, Normandelle, Ohio, Orangère, Pétillante et Quotiant (par Élan) ; Lanleff, Luron, Ma Cousine, Nicotine, Novice (par Étendard) ; La Fresnaye, Léonidas et Lina (par Fier à Bras).

### Lignée de Phaéton

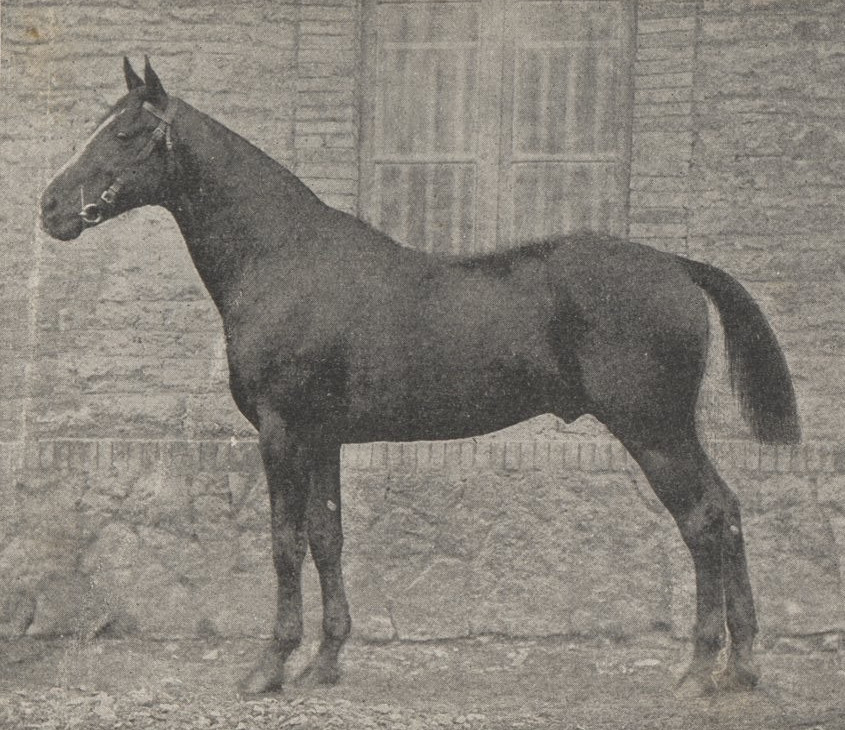
James Watt, le seul fils de Phaéton qui permet à sa lignée mâle de perdurer.

Lorsqu'il établit les pedigree des Trotteurs français pour son étude de 1896, Paul Guillerot classe Phaéton comme « le plus glorieux rameau » issu de la souche du Pur-sang The Heir of Linne. En 1913, Louis Baume établit quatre grandes lignées chez le Trotteur français : celles de Conquérant, de Normand, de Lavater et celle de Phaéton. Ces lignées se sont mélangées entre elles, réduisant quelque peu l'importante consanguinité des débuts de croisements entre les descendants de Fuschia et ceux de Phaéton, chez le Trotteur français.
La lignée mâle de Phaéton n'a survécu que grâce à son fils James Watt, qui a donné un seul bon étalon, Uranus, père du remarquable Enoch.
Le Sport universel illustré considère que Harley est un meilleur étalon, dont le seul défaut réside dans les aplombs des antérieurs. Sa lignée aurait disparu si M. Céran-Maillard n'avait pas accueilli l'étalon franco-russe Virois, père de Reynold V, lui-même mort sans descendant mâle pour perpétuer sa lignée.
Dans son ouvrage de 2015, Jean-Pierre Reynaldo cite la « lignée de Phaëton » à laquelle il attribue le numéro « 3 », et qu'il divise elle-même en trois rameaux : celui d'Enfant de Troupe (3a) ; celui de Javari (3b) qui a été propagé grâce aux étalons Quioco et Jiosco ; celui de Janus (3c). Ces trois rameaux partent de trois fils de l'étalon Quo Vadis.
- The Heir of Linne (1853)
  - Phaéton (1871)
    - Harley (1885)
      - Virois (1899)[37]
        - Reynolds V (1917)[37]

    - James Watt (1887)
      - Uranus (1898)
        - Enoch (1904)
          - Quo Vadis (1916)
            - Enfant de Troupe (1926)
              - Ksar Wilkes (1932)
                - Eboué Wilkes (1948)
                  - Quiscale (1960)
                    - Coppet (1968)
                      - Opprime (1980)

            - Javari (1931)
              - Vermont (1943)
                - Quioco (1960)
                  - Minou du Donjon (1978)
                  - Jiosco (1975)
                    - Fac Similé (1993)

                  - Nodesso (1979)

            - Janus (1931)
              - Voronoff (1943)
                - Kalfog (1954)
                - Queyja (1960)

### Note
1. ↑  Dans la plus ancienne source contemporaine de ce cheval,  Le Cheval normand et ses Origines d'Édmond Gast (1889), les deux orthographes co-existent.

### Sources anciennes
1. ↑  Guillerot 1896, p. VII.
2. 1 2 3 4 5 6  Viel 1923, p. 662.
3. 1 2 3  Baume 1913, p. 16.
4. 1 2 3 4 5 6 7 8 9 10 11 12 13 14 15 16 17  Trotting 1901, p. 181.
5. ↑  Jacques Gendry, Le cheval, Presses universitaires de France, 1981, 3e éd., 127 p., p. 94..
6. 1 2 3 4 5  Baume 1913, p. 20.
7. 1 2 3 4  Guillerot 1896, p. VIII.
8. 1 2  Revue des haras, de l'agriculture et du commerce sur Gallica, décembre 1874, p. 30.
9. ↑  Trotting 1901, p. 181-182.
10. 1 2 3 4 5 6 7 8 9 10 11 12 13 14 15 16 17 18  Trotting 1901, p. 182.
11. ↑  Nicard 1898, p. 204.
12. 1 2  Trotting 1901, p. 220.
13. ↑  Nicard 1898, p. 210.
14. ↑  Nicard 1898, p. 209-210.
15. ↑  Ollivier 1902, p. 43.
16. ↑  Gast 1889, p. 53.
17. ↑  de Comminges 1898, p. 100.
18. ↑  Nicard 1898, p. 90.
19. ↑  Nicard 1898, p. 159-160.
20. ↑  Nicard 1898, p. 205.
21. 1 2  Baume 1913, p. 30.
22. ↑  Gallier 1900, p. 29.
23. ↑  Gallier 1900, p. 46.
24. ↑  Marie-Aimery de Comminges, Les Races de chevaux de selle en France : comment et où on achète un cheval de selle, Paris, Plon-Nourrit, 1904 (présentation en ligne, lire en ligne), p. 148.
25. 1 2  Gast 1889, p. 51.
26. ↑  Alfred Gallier, Le Cheval Anglo-Normand : avec photogravures intercalées dans le texte, Baillière, 1900, 374 p., p. 180.
27. ↑  Nicard 1898, p. 97.
28. ↑  Guillerot 1896, p. 222.
29. ↑  Guillerot 1896, p. 223.
30. ↑  Nicard 1898, p. 154.
31. ↑  Ollivier 1902, p. 6.
32. ↑  Nicard 1898, p. 89.
33. ↑  Nicard 1898, p. 155.
34. ↑  Gast 1889, p. 118.
35. ↑  Nicard 1898, p. 208.
36. ↑  Nicard 1898, p. 209.
37. 1 2 3 4 5  Viel 1923, p. 663.
38. ↑  Baume 1913, p. 51.
39. ↑  Pierre Arnoult, Les Courses de chevaux, Presses universitaires de France, coll. « Que sais-je ? », 1967, chap. 360, p. 93.
40. ↑  Alban d'Hauthuille, Les Courses de chevaux, Presses universitaires de France, 1er janvier 1982 (ISBN 978-2-7059-1695-4, lire en ligne).
41. ↑  Louis Cauchois, Les Familles de trotteurs : classification des trotteurs français en familles maternelles numéretées, tables généalogiques et historique des principales familles, Aux bureau de La france chevaline, 1908, p. 134.
42. ↑  Trotting 1901, p. 220-221.
43. 1 2  Trotting 1901, p. 221.
44. ↑  Ollivier 1902, p. 45.
45. ↑  Baume 1913, p. 33.
46. 1 2  Guillerot 1896, p. 213.
47. ↑  Guillerot 1896, p. 8.
48. ↑  Guillerot 1896, p. 36.
49. ↑  Guillerot 1896, p. 62.
50. ↑  Guillerot 1896, p. 68.
51. 1 2  Guillerot 1896, p. 56.
52. ↑  « Le haras des Rouges-Terres », Le Sport universel illustré, Paris,‎ 2 juillet 1926, p. 796 (lire en ligne).
53. 1 2  Guillerot 1896, p. 57.
54. ↑  Guillerot 1896, p. VI.
55. ↑  Baume 1913, p. 32.
56. ↑  Maurice de Gasté, Le Modèle et les Allures, Saumur, Librairie Milon, 1908 (lire en ligne), p. 141.
57. ↑  Guillerot 1896, p. 9.
58. ↑  Guillerot 1896, p. 21.
59. ↑  Guillerot 1896, p. 23.
60. ↑  Guillerot 1896, p. 30.
61. ↑  Guillerot 1896, p. 31.
62. ↑  Guillerot 1896, p. 32.
63. ↑  Guillerot 1896, p. 50.
64. ↑  Guillerot 1896, p. 54.
65. ↑  Guillerot 1896, p. 58.
66. ↑  Guillerot 1896, p. 59.
67. ↑  Guillerot 1896, p. 61.
68. ↑  Guillerot 1896, p. 65.
69. ↑  Guillerot 1896, p. 67.
70. ↑  Baume 1913, p. 35.